# Temdak
Temdak is een bestuurslaag in het regentschap Kepahiang van de provincie Bengkulu, Indonesië. Temdak telt 497 inwoners (volkstelling 2010).